# Sévigny-la-Forêt
Sévigny-la-Forêt är en kommun i departementet Ardennes i regionen Grand Est (tidigare regionen Champagne-Ardenne) i nordöstra Frankrike. Kommunen ligger  i kantonen Rocroi som ligger i arrondissementet Charleville-Mézières. År 2022 hade Sévigny-la-Forêt 274 invånare.

## Befolkningsutveckling
Antalet invånare i kommunen Sévigny-la-Forêt
Referens: INSEE